# Дом семьи Робевых
Дом семьи Робевых (макед. Куќа на Робевци) — историческое здание в городе Охрид, Северная Македония. Дом был построен в его нынешнем виде в 1863—1864 годах Тодором Петковым из села Гари возле Дебара. Сегодня дом является охраняемым памятником культуры и принадлежит Национальному музею.

## История

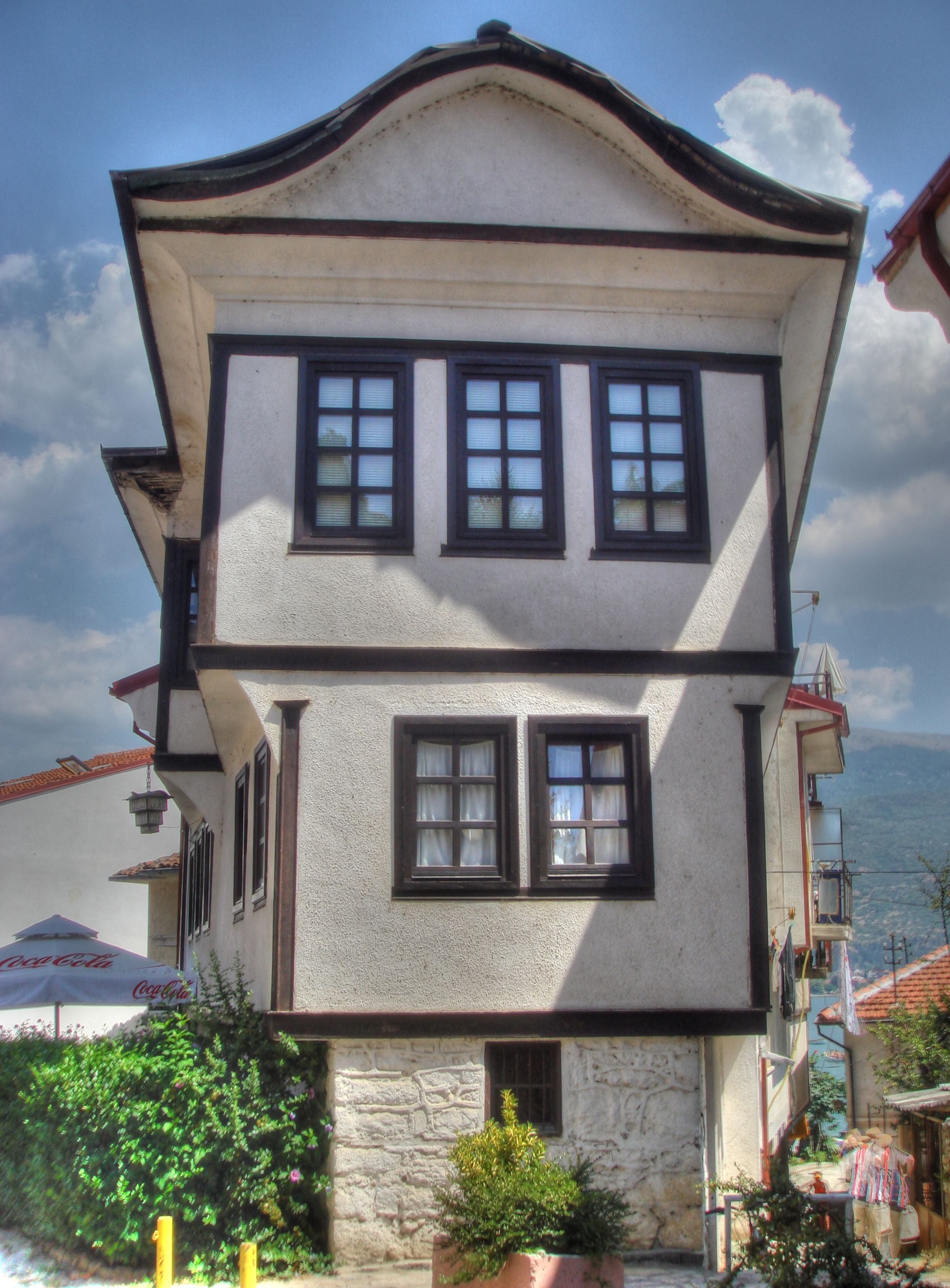
Дом семьи Каневце, ещё один пример традиционной архитектуры Охрида

Строительство первого дома семьи Робевых было завершено 15 апреля 1827 года, о чем свидетельствует надпись на мраморной каменной плите. Эта известная купеческая семья жила в доме на протяжении 35 лет, пока между 1861 и 1862 годами местный преступник Устреф Бег не спалил его до основания.
Два года спустя между 1863 и 1864 годами дом был построен вновь. Он был разделён на две части: левую и правую. Константин Робев жил в левой части дома, а его брат Атанас Робев в правой части. Главным строителем был Тодор Петков. Семья жила этом доме до 1900 года, когда они переехали в Битолу и стали использовать этот дом в качестве летней резиденции.
С 1913 до 1919 года во время балканских войн и Первой мировой войны, в доме размещались сербские солдаты. Дом был взят под защиту как культурно-исторический музей Республики Македонии после Второй мировой войны. Последняя его реконструкция проводилась в 1990-х годах.

## Музей

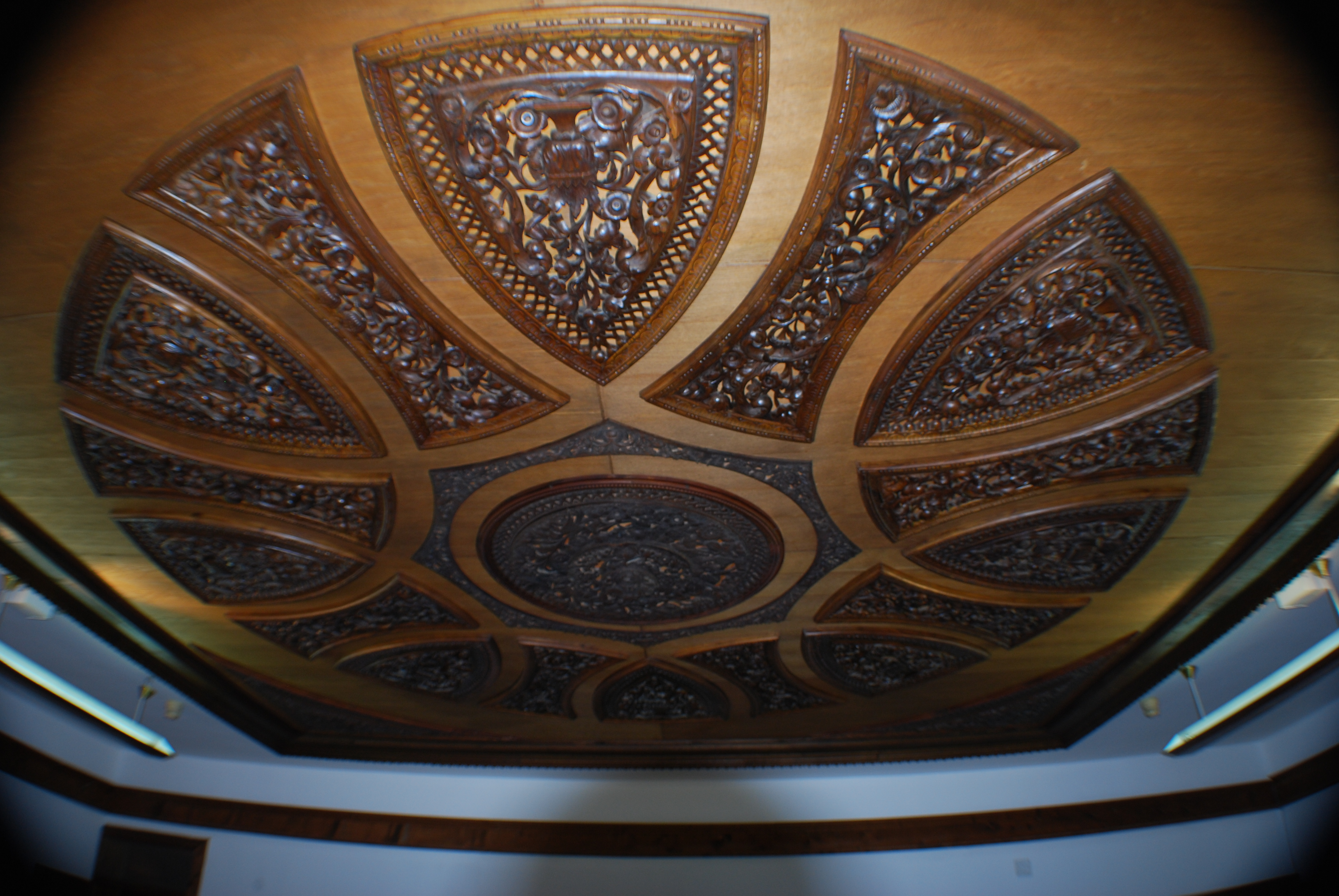
Потолок на третьем этаже

Трёхэтажный дом является охраняемым памятником культуры. Эпиграфические памятники из Охрида расположены на цокольном этаже дома, в том числе такие ценные объекты как «Milokas» (найден на Эгнатиевой дороге), два торса богини Изиды и другие. Археологические объекты древности и средневековья представлены на втором и третьем этажах.
Верхняя часть дома служит в качестве выставочного пространства для объектов, сделанных мастерами охридской резьбы, творений известных художников из города Охрид и окрестностей. В восточной части дома находятся некоторые предметы семьи Робевых.

## Интересные факты
«Торс богини Исиды» выставленный в доме Робевых, напечатан на банкноте в 10 динаров. Торс Исиды относится ко 2-му веку до н. э. и является одним из самых ценных артефактов, найденных на территории Северной Македонии.